# 水島合金鉄
 水島合金鉄株式会社 （みずしまごうきんてつ、英文社名：Mizushima Ferroalloy Co.,Ltd.）は、岡山県倉敷市水島に本社を置くマンガン系合金鉄の製造販売を行うJFEスチールの関連会社である。

## 沿革
- 1964年（昭和39年）11月2日 - 設立。（資本金1億円）
- 1967年（昭和42年）11月 - 資本金を2億円へ増資。
- 1970年（昭和45年） 5月 - 資本金を4億円へ増資。
- 1975年（昭和50年） 4月 - 資本金を8億円へ増資。
- 1988年（昭和63年）12月 - 関連会社として - 水島実業株式会社を設立。
- 1998年（平成10年） 3月 - 資本金を12億5,732万円へ増資。
- 2022年（令和4年）4月 - JFEミネラル、JFEマテリアルと経営統合を実施する予定。同時に水島合金鉄はJFEミネラルへ吸収合併されて解散する予定[3]。

## 関連会社
- 水島実業